# Världsmästerskapen i skidflygning 1992
Världsmästerskapen i skidflygning 1992 hoppades den 22 mars 1992 i Čerťák i Harrachov, Tjeckoslovakien för andra gången. Harrachov anordnade även mästerskapen 1983. För första gången i mästerskapens historia tävlade Tyskland som återföreningen i oktober 1990. Japans Noriaki Kasai blev första icke-europé att vinna såväl medalj som hela tävlingen.

## Individuellt
- 22 mars 1992

| Medalj | Hoppare                        | Poäng |
| Guld   | Noriaki Kasai (Japan)          | 392.5 |
| Silver | Andreas Goldberger (Österrike) | 377.0 |
| Brons  | Roberto Cecon (ITA)            | 376.0 |

## Medaljligan
| Rank | Nation    | Guld | Silver | Brons | Totalt |
| ---- | --------- | ---- | ------ | ----- | ------ |
| 1    | Japan     | 1    | 0      | 0     | 1      |
| 2    | Österrike | 0    | 1      | 0     | 1      |
| 3    | Italien   | 0    | 0      | 1     | 1      |